# Цакирка
Цакирка (Цакир, бур. Сэхир) — река в Закаменском районе Бурятии, левый приток Джиды, бассейн Селенги.

## Общие сведения
Длина реки — 102 км, площадь водосборного бассейна — 1250 км². Берёт начало в горном узле на стыке Хангарульского хребта и водораздельного хребта Хамар-Дабана, в 12 км к юго-западу от горы Субутуй (или Утуликская Подкова, 2396,1 м), высшей точки Хамар-Дабана. В верховьях течёт в юго-западном направлении в горно-таёжной местности. За улусом Утата меняет направление течения на южное. Впадает слева в реку Джиду, в 438 км от места впадения последней в Селенгу.
На реке расположены населённые пункты Закаменского района (от истока к устью): Далахай, Утата, Санага.